# Елизабет (Илиноис)
Елизабет (енгл. Elizabeth) град је у америчкој савезној држави Илиноис.

## Демографија
По попису из 2010. године број становника је 761, што је 79 (11,6%) становника више него 2000. године.
| Група             | 2000.       | 2010.       |
| Белци             | 674 (98,8%) | 734 (96,5%) |
| Афроамериканци    | 1 (0,1%)    | 5 (0,7%)    |
| Азијати           | 1 (0,1%)    | 0 (0,0%)    |
| Хиспаноамериканци | 1 (0,1%)    | 7 (0,9%)    |
| Укупно            | 682         | 761         |